# Bom-nome (planta)
Bom-nome (Monteverdia rigida, [Maytenus rigida anteriormente]) é uma espécie de planta com flor da família Celastraceae. Essa espécie é conhecida popularmente como bom-homem, bonome, bom nome, chapéu de couro e pau-de-colher, é uma árvore de pequeno porte, que ocupa áreas muito secas da caatinga e agreste de Sergipe, Pernambuco e Paraíba.
A Monteverdia rigida era classificada anteriormente como Maytenus rigida, que serve como sinônimo taxonômico.

## História
O início da utilização dessa planta se deu com os povos indígenas que habitam na Caatinga. Atualmente, o povo Fulni-Ô, de Pernambuco, ainda usa essa planta em sua medicina tradicional e em algumas construções.

## Usos medicinais
Ensaios farmacológicos com extratos do bom-nome evidenciaram atividade antinociceptiva, estimulante do Sistema Nervoso Central, antioxidante, antidiarréica, anti-inflamatória, antiulcerogênica e antiespasmódica. Cascas da planta tem servido como garrafada alcoólica (casca-de-pau) para pancadas e furúnculos. 